# Barrière d'Abbot
La barrière d'Abbot est une barrière de glace d'Antarctique occidental. Longue d'environ 400 km et large de 60 km, elle s'étend le long de la côte de Eights et englobe l'île Thurston ainsi que quelques autres îles de taille notable. Elle a été baptisée en l'honneur de l'amiral américain James Lloyd Abbot Jr.